# Бина (сфира)
Бина́ (др.-евр. בינה‬; bīnāh; «Разум»; «Ум»; «Мысль») — в учении каббалы о происхождении миров третья из 10 объективных эманаций (прямые лучи божественного света) мироздания — так называемых «сфирот» или «сефирот» (мн.ч. от «сефира»), также «цифр» или «сфер», — первых излучений Божественной Сущности, которые в своей совокупности образуют космос.
Мыслимые как члены одного целого, сефироты образуют форму совершенного существа — первоначального человека (Адам-Кадмон). Для большей наглядности каббалисты указывают соответствие отдельных сефирот с наружными частями человеческого тела: так Бина́ и Хохма́ — это два глаза (веки) Адам-Кадмона.
Первые сфироты — Свет (Кетер), Мудрость (Хохма́) и Разум (Бина́) — «чело» и «веки» Адам-Кадмона — три самые главные. В их абсолютном царстве духа нет места никакой раздвоенности. За ними следуют семь второстепенных сфирот. Раздвоение эманации на позитивную и негативную начинается только в третьей сефире («Разум»). Сфироты, получающие своё начало в третьей сефире, образуют основу для всего низшего материального мира. Контрасты и противоречия, господствующие в мире, могут впервые проявляться только в области третьей сефиры.
Два параллельных принципа (Хохма́ и Бина́ ), внешне как бы противоположные, на деле совершенно неотделимы друг от друга: Хохма́ («Мудрость») — мужской, активный принцип; Бина́ («Разум») — женский, пассивный. Вместе Хохма́ и Бина́  дают Даат («Познание»).

## Учение о процессе творения
Первая сефира (Кетер) заключала в себе весь план мироздания во всей его временно́й и пространственной бесконечности. Отчего многие каббалисты не включали Кетер в число «сефирот», так как эта сефира собственно является настоящей эманацией «Эйн-Соф» и должна быть поставлена над всеми остальными «сефирот».
От этой верховной и абсолютно единой сефиры произошли затем два параллельных принципа, которые внешне кажутся как бы противоположными, но в действительности совершенно неотделимы друг от друга: один — мужской, активный, принцип, называемый Хохма́ («Мудрость»), другой — женский, пассивный, называемый Бина́ («Разум»). Соединение Хохма́ (חכמה) с Бина́ (בינה) даёт в результате Даат (דעת ; «Познание»), то есть контраст между субъективностью и объективностью находит свое разрешение в «познании».
Первые три сефирот — Кете́р, Хохма́ и Бина́ — образуют между собою единство: знание, познающий субъект и познаваемый объект тождественны в Боге, и таким образом мир является только выражением «идей», или абсолютных форм разума. В этом пункте каббала предвосхитила то, что впоследствии заняло центральное место в философии Гегеля, а именно: учение о тождестве сознания и бытия или реального и идеального.

## Учение об этике
«Земной мир связан с небесным миром, а небесный связан с земным» — эта мысль не раз повторяется в «Зогаре». Каббалисты формулируют это следующим образом: «сефирот» дают от себя столько, сколько они получают.
Хотя земной мир является только копией или отражением небесного, идеального мира, последний, однако, развертывает свою деятельность соответственно импульсам, которые он получил от первого, ибо связь между этими обоими мирами осуществляется человеком, душа которого принадлежит небу, а тело — земле. Своей любовью к Богу человек соединяет оба эти мира, ибо любовь соединяет его с Богом.
Знание закона в его этическом, равно как религиозном, значении также является средством воздействия на высшие сферы: изучение закона означает соединение человека с Божественной мудростью (Хохма́). Поэтому Божественное откровение следует брать в его истинном значении, то есть нужно искать скрытый смысл Св. Писания.
Обряды также имеют более глубокое мистическое значение, так как их задача охранять мир и обеспечивать за ним Божественное благословение. Горячая и благоговейная молитва, во время которой душа так экзальтируется, как будто она намерена покинуть свою бренную оболочку, чтобы воссоединиться со своим источником, — всякий раз приводит в движение «небесную душу», то есть сефиру Бина́.
Это возбуждение обусловливает затем тайное движение между «сефирот» всех остальных миров, так что все они более или менее приближаются к своему первоисточнику, пока наконец полная благодать от «Эйн-Соф» не доходит до последней сефиры — Малхут; тогда все миры сознают, что они получили благостное воздействие. И подобно тому, как хорошие деяния человека имеют благодатное влияние на все миры, так дурные его поступки действуют на них в обратном отношении.

## Триада «разумного» или «интеллектуального мира»
Под первой триадой — Ке́тер («Венец»), Хохма́ («Мудрость») и Бина́ («Разум») — следует подразумевать интеллектуальный мир (עולם השכל или עולם המושכל).